# クルト・ホノルカ
クルト・ホノルカ（独: Kurt Honolka、1913年9月27日 - 1988年10月7日）は、ドイツの音楽学者、ジャーナリスト、音楽評論家、演劇評論家。スメタナの『ダリボル』やヤナーチェクの『運命』など、チェコ語のオペラのリブレットをドイツ語へ翻訳したことで知られる。

## 生涯
ボヘミアのリトムニェジツェに生を受けた。プラハ・ドイツ大学で音楽学と法学を修め、法学の博士号を取得した。仕事として働いたのはほとんど音楽学者としてであった。1939年にナチスに入党している。『Prager Tagblatt』と、『Der neue Tag』という日刊紙の出版を行っていた。1941年からは『Kampfflieger über England. Aus dem Tagebuch einer Kampffliegerstaffe』（Fels-Verlag、エッセン、1942年）、『Fliegerkameraden』（Fels-Verlag、エッセン、1944年）といった戦況報告を執筆した。
『Stuttgarter Nachrichten』紙の音楽評論家であったホノルカは、1949年から1963年にかけて文芸欄の編集者を務めた。また、音楽評論家としても活動し、オペラのリブレットの翻訳、とりわけチェコの作曲家の作品をドイツ語へと置き換えた。彼はテクストを新しく、より劇的なものに変更することによって、ウェーバーの『オイリアンテ』やシューベルトの『アルフォンソとエストレッラ』のような著名作曲家の忘れられた作品を復興させようと試みている。他に、歌曲や合唱曲の翻訳も手掛けた。2019年のフランクフルト歌劇場におけるスメタナの『ダリボル』新演出においては、ホノルカのドイツ語訳が用いられた。
ホノルカは1980年にバーデン・ヴュルテンベルク功労勲章を授与された。また、1986年にはアーレン市のシューバルト文学賞を受賞している。1988年10月7日にシュトゥットガルトにて没した。

## 主要作品
ホノルカの出版物はドイツ国立図書館に収蔵されており、以下のものがある。

### 著作
- Das vielstimmige Jahrhundert （1960年）
- Musik im 20. Jahrhundert （1960年）
- Der Musik gehorsame Tochter （1962年）
- Knaurs Weltgeschichte der Musik[8] Droemer Knaur 1968年、改訂版 1979年 ISBN 3-426-03610-X.
- Antonín Dvořák. Mit Selbstzeugnissen und Bilddokumenten[9] Rowohlt 1974年 （改訂版 2002年 ISBN 3-499-50220-8）
- Bedřich Smetana in Selbstzeugnissen und Bilddokumenten[10] Rowohlt, Reinbek 1978年 ISBN 3-499-50265-8.
- Die großen Primadonnen. Vom Barock bis zur Gegenwart[11] Heinrichshofen, Wilhelmshaven 1961年（改訂版 1982年 ISBN 3-7959-0279-7）
- Leoš Janáček. Sein Leben – sein Werk – seine Zeit.[12] Belser, Stuttgart/ Zürich 1982年 ISBN 3-7630-9027-4.
- Papageno. Emanuel Schikaneder. Der große Theatermann der Mozart-Zeit.[13] 1984年  ISBN 3-7017-0373-6.
- Schubart. Dichter und Musiker, Journalist und Rebell. Sein Leben, sein Werk.[14] Stuttgart 1985年 ISBN 3-421-06247-1
- Hugo Wolf – sein Leben, sein Werk, seine Zeit.[15] Deutsche Verlags-Anstalt, Stuttgart 1988年 ISBN 3-421-06477-6.

### ドイツ語版リブレット
- 『二人のやもめ』 スメタナ
- 『売られた花嫁』 スメタナ
- 『ダリボル』スメタナ
- 『悪魔とカーチャ』 ドヴォルザーク
- 『運命』 ヤナーチェク
- 『シチリアの晩鐘』 ヴェルディ
- 『コジ・ファン・トゥッテ』 モーツァルト
- 『フィガロの結婚』 モーツァルト
- 『イドメネオ』 モーツァルト
- 『アマールと夜の訪問者』 メノッティ
- 『助けて、助けて、宇宙人がやってきた!』 メノッティ